# Jana Sinyor
Jana Sinyor (* 1976) ist eine kanadische Drehbuchautorin, Fernsehproduzentin, Schauspielerin und Regisseurin. Sie wurde bekannt als Schöpferin der Fernsehserien Being Erica – Alles auf Anfang
und Dark Oracle.